# Pigou-Effekt
Der Pigou-Effekt behauptet eine konjunkturbelebende Wirkung fallender Löhne und Preise. Durch ein Sinken des allgemeinen Preisniveaus in einem deflationären Trend ist das Geldvermögen der Bürger mehr wert und das Gesamtvermögen höher als erwünscht, so dass die Ersparnis sinkt. Mit der höheren Kaufkraft der Geldvermögen steige die gesamtwirtschaftliche Nachfrage. Dieser Effekt wurde erstmals von Arthur Cecil Pigou beschrieben und wird von den Anhängern einer Deflationspolitik, vor allem den  Rentiers und ihren Lobbyisten in der Wirtschaftspolitik, vertreten.

## Geschichte
Arthur Cecil Pigou, der Erzrivale von John Maynard Keynes in allen Fragen der Konjunktur- und Beschäftigungstheorie, untersuchte seit dem Ende der 20er Jahre und vor allem in seinem Werk The Theory of Unemployment (1933) die Elastizität der Arbeitsnachfrage und war für Lohnsenkungen zur Erhöhung der Beschäftigung eingetreten. Dabei führte Pigou die Arbeitslosigkeit wesentlich auf die Starrheit der Löhne zurück, die durch die Sozialgesetzgebung und die Erwerbslosenunterstützung bestärkt würde. Nachdem Keynes in seiner  Allgemeinen Theorie der Beschäftigung, des Zinses und des Geldes den Nutzen von Lohnsenkungen bestritten hatte, verlagerte Pigou sein Interesse auf ein Modell, das die Geldlöhne über die Zinsen mit der Beschäftigung derart verbinden sollte, dass wieder sinkende Löhne zu steigender Beschäftigung führen müssten. Unter dem Einfluss von Nicholas Kaldor stützte sich Pigou bereits in seinem Werk Employment and Equilibrium (1941) auf das von John Hicks entwickelte IS-LM-Modell, mit dem die Thesen von Keynes zu einer  Neoklassischen Synthese verkürzt wurden. In diesem Werk und in seinem Artikel The Classical Stationary State (1943) entwickelte er die später als Pigou-Effekt bezeichnete These einer die Konjunktur und Beschäftigung fördernden Wirkung der Deflation.

## These und Begründung
Pigou erwartete von sinkenden Preisen eine steigende Konsumnachfrage, weil besonders die Eigentümer von Staatsanleihen durch ihren realen Vermögenszuwachs weniger sparen. 
Keynes hatte gegen Lohnsenkungen argumentiert, weil sinkende Geldlöhne zu sinkenden Preisen führen, die Deflation einen Einbruch der Investition zur Folge hat und durch Nominallohnsenkungen die Reallöhne sogar steigen könnten. Pigou forderte dagegen, dass die Löhne fallen sollten, bis die Arbeitslosigkeit überwunden wäre. Der Fall der Preise würde das Realvermögen der Halter von Staatsanleihen steigern und die Kaufkraft der umlaufenden Geldmenge erhöhen. Dies führe zu einer sinkenden Sparneigung und steigenden Konsumausgaben, wodurch sich die Konjunktur belebe. 

## Kritik
Vor allem Michal Kalecki widersprach in The Economic Journal (April 1944) mit dem Argument, dass dem Gewinn der Rentiers und Gläubiger ein Verlust der Schuldner entspreche. Insgesamt komme es nur im Umfang der Goldreserven zu einem realen Vermögenszuwachs. Eine starke Deflation der Löhne und Preise würde die reale Last der Schulden katastrophal steigern und in umfangreichen Bankrotten und Vertrauensverlust enden. Selbst wenn die Arbeiter zu fortwährenden Lohnsenkungen bereit wären, müsste die Regierung unter dem Druck der Unternehmer einen Lohnstopp verfügen.
Der Pigou-Effekt beruht weitgehend auf der Nettoverschuldung der öffentlichen Haushalte, die dem privaten Sektor ein entsprechendes Nettogeldvermögen vor allem an Staatsanleihen ermöglicht. Der Realkasseneffekt aus der Wertsteigerung der umlaufenden Banknoten und Münzen ist nach Paul Krugman zu vernachlässigen.  

## Vergleichbare Konzepte
Allen vergleichbaren Konzepten ist gemeinsam, dass sie wie der Pigou-Effekt eine die Konjunktur belebende Wirkung der Deflation behaupten, die in einer Krise wieder zu wirtschaftlichem Gleichgewicht und Vollbeschäftigung führen würde.

### Realkassen-Effekt
Beim Realkasseneffekt (real balance effect) steigt die Realkasse durch ein sinkendes Preisniveau über oder sinkt durch ein steigendes Preisniveau unter die gewünschte Kassenhaltung. Im IS-LM-Modell kommt es bei niedrigeren Preisen zu einer Rechtsverschiebung der LM-Kurve und des Schnittpunktes mit der IS-Kurve. Der Realkassen-Effekt ist die Grundlage für die nach Pigou, Keynes und Patinkin benannten Effekte. 

### Keynes-Effekt
Der sogenannte Keynes-Effekt kommt aus der Neoklassischen Synthese von John R. Hicks und steht in völligem Widerspruch zu den Ansichten von Keynes zur Wirkung der Deflation auf die Konjunktur. Er beschreibt einen indirekt über den Wertpapiermarkt auf die Investition wirkenden Effekt auf die Güternachfrage. Durch die mit sinkenden Preisen überhöhte Kassenhaltung (Transaktions- und Spekulationskasse) steige die Nachfrage nach Wertpapieren, damit sinken die Zinsen und die Investitionen nehmen zu. Im IS-LM-Modell verschiebt sich die IS-Kurve nach rechts, Einkommen und Beschäftigung steigen.

### Realkassenhaltungs- oder Patinkin-Effekt
Der Ansatz von Don Patinkin ist als erweiterter Realkasseneffekt oder Realkassenhaltungs-Effekt bekannt. Die reale Kassenhaltung wird nach einer Preisänderung durch steigende oder sinkende Ausgaben an die gewünschte Kassenhaltung angepasst. Sinkende Preise führen also durch die erhöhte Realkasse zu steigender Nachfrage nach Konsumgütern und Wertpapieren sowie vermehrten Investitionen. Dabei betrachtet Don Patinkin die Kassenhaltung unter dem Nutzenkonzept und es wird ein Gleichgewicht des Grenznutzens der Kassenhaltung mit dem Grenznutzen zusätzlichen Konsums oder Vermögensanlagen angestrebt.